# Lliga gabonesa de futbol
La lliga gabonesa de futbol (Championnat National D1) és la màxima competició futbolística de Gabon. És organitzada per la Fédération Gabonaise de Football. Fou creada l'any 1968.

## Clubs participants temporada 2015/16
- Bitam (Bitam)
- Cercle Mbéri Sportif (Libreville)
- FC 105 Libreville (Libreville)
- Mangasport (Moanda)
- Missile (Libreville)
- Mounana (Libreville)
- Nguen'Asuku (Franceville)
- Olympique de Mandji (Port-Gentil)
- Oyem (Oyem)
- Pélican (Lambaréné)
- Port-Gentil (Port-Gentil)
- Sapins (Libreville)
- Stade Mandji (Port-Gentil)
- Stade Migoveen (Lambaréné)

## Historial
Font:
Championnat de l'Estuaire
- 1966-67:  Olympique Sportif (1)
- 1967-68:  Aigle Royal (1)
- 1968-69:  Aigle Royal (2)
- 1969-70:  Solidarité (1)
- 1970-71:  Olympique Sportif (2)
- 1971-72:  Police (1)
- 1972-73:  Zalang (1)
- 1973-74:  Orambaka AC (1)
- 1974-75: campionat abandonat
- 1975-76: campionat abandonat
- 1976-77:  Vantour Mangoungou (1)

Championnat National
- 1976-77: campionat cancel·lat
- 1977-78:  ASMO/FC 105 (1)
- 1978-79:  Anges (1)
- 1979-80:  USM Libreville (1)
- 1981-81:  USM Libreville (2)
- 1982-82:  ASMO/FC 105 (2)
- 1983-83:  ASMO/FC 105 (3)
- 1983-84:  Sogara (1)
- 1984-85:  ASMO/FC 105 (4)
- 1985-86:  ASMO/FC 105 (5)
- 1986-87:  ASMO/FC 105 (6)
- 1987-88:  USM Libreville (3)
- 1988-89:  Sogara (2)
- 1989-90:  JAC (1)
- 1990-91:  Sogara (3)
- 1991-92:  Sogara (4)
- 1993:  Sogara (5)
- 1994:  Sogara (6)
- 1995:  Mangasport (1)
- 1996:  Mbilinga (1)
- 1997:  FC 105 Libreville (7)
- 1998:  FC 105 Libreville (8)
- 1999:  FC 105 Libreville (9)
- 2000:  Mangasport (2)
- 2001:  FC 105 Libreville (10)
- 2002:  USM Libreville (4)
- 2003:  Bitam (1)
- 2004:  Mangasport (3)
- 2005:  Mangasport (4)
- 2006:  Mangasport (5)
- 2006-07:  FC 105 Libreville (11)
- 2007-08:  Mangasport (6)
- 2008-09:  Stade Mandji (1)
- 2009-10:  Bitam (2)
- 2010-11:  Missile (1)
- 2011-12:  CF Mounana (1)
- 2012-13:  Bitam (3)
- 2013-14:  Mangasport (7)
- 2014-15:  Mangasport (8)
- 2015-16:  CF Mounana (2)
- 2016-17:  CF Mounana (3)
- 2017-18:  Mangasport (9)
- 2018-19:  Cercle Mbérie Sportif (1)
- 2019-20: Cancel·lat
- 2021: No es disputà
- 2022:  Stade Mandji (2)[2]